# گل حلقه
گل حلقه (نام علمی: Anacyclus) نام یک سرده از تیره کاسنیان است.